# Mike Rabon
Michael Lee (Mike) Rabon (Port Arthur (Texas), 16 april 1943 – Hugo (Oklahoma), 11 februari 2022) was een Amerikaans zanger, gitarist en songwriter in rock- en countrymuziek. Hij was leadzanger van Five Americans, met in 1967 onder meer het nummer Western Union. Daarna bracht hij nog een soloalbum uit en trad hij op als leadzanger van Michael Rabon And Choctaw.

## Biografie
Rabon werd geboren in  Port Arthur, Texas, en groeide op in  Hugo in de noordelijker gelegen staat Oklahoma. Toen hij acht jaar oud was, begon hij met gitaar spelen; zijn grootmoeder leerde hem de eerste akkoorden. Zijn eerste gitaar kocht hij van eigen spaargeld bij een pandjeshuis. In die tijd brak de rock-'n-roll door, met voor Rabon grote voorbeelden als Elvis Presley, Carl Perkins en Frankie Ford. Toen hij aan de highschool leerde, sloot hij zich voor het eerst bij een band aan, Rhythm Rebels genaamd.
Toen hij in 1962 aan de Southeastern Oklahoma State University in Durant studeerde, formeerde hij een nieuwe band om zich heen. De eerste die hij daarvoor benaderde was John Durrill; niet lang daarna sloten Norman Ezell, Johnny Coble en Jim Grant zich ook bij hen aan. Rabon werd de leadzanger en de band begon lokaal op te treden onder de naam The Mutineers.
In de zomer van 1964 besloten ze naar Dallas te gaan, waar ze de naam in 1965 wijzigden in Five Americans. De band speelde gecoverde en zelfgeschreven muziek. In 1967 kwam het nummer Western Union, dat mede door Rabon is geschreven, op nummer drie in de Amerikaanse Billboard terecht. In 1968 verlieten Ezell en Durrill de band en werden ze vervangen door Lenny Goldsmith en Bobby Rambo. Ondanks nog een poging onder de naam Mike Rabon & The Five Americans, bleef het succes verder uit totdat de bandleden besloten ermee te stoppen.
Hierna tekende hij een contract met UNI Records en bracht hij een elpee en een single uit. Intussen had de platenmaatschappij echter een andere artiest binnengehaald, Elton John, waar alle aandacht en promotie naar uitging. Ondanks de succesvolle tournees die hij medio jaren zeventig in de zuidelijke staten maakte onder de naam Michael Rabon And Choctaw, bleven de platenverkopen ver achter. Hij stopte vervolgens met optredens en hervatte studie die hij afrondde met een mastergraad in onderwijs. Vervolgens keerde hij terug naar Hugo, waar hij muziekleraar werd.
Rabon overleed op 78-jarige leeftijd.
- MusicBrainz: bd43de92-7752-4a28-bff5-6ae44071c7e7